# Mohand oul Mouhoub Mouhoubi
Pour les articles homonymes, voir Mohand.
Mohand oul Mouhoub Mouhoubi, né le 18 novembre 1949, est un homme politique algérien. Membre du Front de libération nationale, il est député de la troisième circonscription électorale de la wilaya de Béjaïa au cours de la troisième législature (1987-1992).